# Żegota
Il Comitato Konrad Żegota, meglio conosciuto come Żegota, fu il Consiglio polacco per l'aiuto agli ebrei con la delegazione del governo per la Polonia (in polacco: Rada Pomocy Żydom przy Delegaturze Rządu RP na Kraj), un'organizzazione di resistenza polacca clandestina attiva dal 1942 al 1945 nella Polonia occupata dai tedeschi. Żegota subentrò al Comitato provvisorio per l'aiuto agli ebrei e fu creato appositamente con il compito di salvare gli ebrei.
La Polonia fu l'unico paese dell'Europa occupata dai tedeschi in cui esisteva un'organizzazione clandestina fondata e sostenuta dal governo. Si stima che il numero di ebrei aiutati da Żegota sia nell'ordine di diverse migliaia nonostante gli agenti di Żegota lavorassero in circostanze estreme, sotto la costante minaccia di morte delle forze naziste.

## Storia
Żegota fu la continuazione dell'operato del Comitato provvisorio per l'aiuto agli ebrei, fondato il 27 settembre 1942 dalle attiviste cattoliche polacche Zofia Kossak-Szczucka e Wanda Krahelska-Filipowicz ("Alinka"). Il Comitato provvisorio si era già preso cura di ben 180 persone, ma per ragioni politiche e finanziarie fu sciolto e sostituito proprio da Żegota il 4 dicembre 1942.
Uno dei fondatori di Żegota fu Henryk Woliński dell'Esercito Nazionale (AK) che contribuì a integrarlo con lo Stato clandestino polacco, è anche considerato un ideatore di questa organizzazione. Kossak-Szczucka inizialmente volle che Żegota diventasse un esempio di "pura carità cristiana", parallelamente alle organizzazioni ebraiche di beneficenza internazionali già attive. Żegota fu gestita sia da ebrei che da non ebrei provenienti da un'ampia gamma di movimenti politici.
Julian Grobelny, attivista del Partito Socialista Polacco, fu eletto segretario e Ferdynand Arczyński, membro del Partito Democratico Polacco, come tesoriere. Adolf Berman e Leon Feiner rappresentarono il Comitato nazionale ebraico (un gruppo di copertura per i partiti sionisti) e il Bund generale del lavoro ebraico (di estrazione marxista). Entrambe le parti operarono in modo indipendente, convogliando i fondi donati dalle organizzazioni ebraiche all'estero sia verso Żegota che verso le altre organizzazioni clandestine. Gli altri membri rappresentati furono il Partito socialista polacco, il Partito democratico e il Fronte cattolico per la rinascita della Polonia guidato da Kossak-Szczucka e Witold Bieńkowski, editori delle pubblicazioni clandestine. Il partito nazionalista di destra rifiutò di prendere parte all'organizzazione. Kossak-Szczucka continuò a fare da collegamento tra Żegota e la rete di conventi ed orfanotrofi cattolici e pubblici, che insieme nascondevano molti bambini ebrei.

## Operazioni
Żegota era organizzato in gruppi specializzati nei diversi compiti come l'abbigliamento, il benessere dei bambini, l'assistenza medica, l'alloggio e altri problemi rilevanti: esistevano circa un centinaio di cellule attive nel fornire cibo, cure mediche, denaro e documenti di identità falsi alle migliaia di ebrei polacchi nascosti nella "zona ariana" di occupazione tedesca. La creazione e la distribuzione dei documenti falsi è stata descritta come uno dei compiti principali dell'organizzazione e si stima che abbia prodotto centinaia di false identità per i rifugiati ebrei. Un'altra stima attribuisce a Żegota la falsificazione di circa 50.000 documenti come certificati di matrimonio, atti di battesimo, certificati di morte e carte di lavoro per aiutare gli ebrei a spacciarsi per cristiani. Nel falsificare i documenti Żegota collaborò con l'Armia Krajowa, che spesso fornì le strutture per contraffare i documenti d'identità tedeschi.
L'organizzazione aveva sede a Varsavia e operava principalmente in città fornendo denaro, cibo e medicine ai prigionieri anche in diversi campi di lavoro forzato. Le attività di Żegota si sovrapponevano in misura considerevole a quelle delle altre principali organizzazioni dedite ad aiutare gli ebrei in Polonia come il Comitato nazionale ebraico, che si prendeva cura di circa 5.600 ebrei, e il Bund, che si occupava di altri 1.500 ebrei. Insieme, le tre organizzazioni furono in grado di raggiungere circa 8.500 dei 28.000 ebrei nascosti a Varsavia, e di forse altri 1.000 ebrei nascosti in Polonia. La sezione presente a Varsavia si specializzò nell'aiuto ai minori, fu guidata dall'assistente sociale Irena Sendler e si prese cura di 2.500 bambini ebrei: molti furono collocati presso alcune famiglie affidatarie, nei conventi, in orfanotrofi pubblici e non.
Żegota chiese ripetutamente al governo polacco in esilio e alla delegazione governativa per la Polonia di fare appello al popolo polacco per aiutare gli ebrei perseguitati. Il governo in esilio aumentò gradualmente i fondi per Żegota durante la guerra.
Richard C. Lukas stimò che 60.000 ebrei, circa la metà dei sopravvissuti all'Olocausto nella Polonia occupata, furono aiutati in qualche modo da Żegota. Czesław Łuczak stima il numero di beneficiari dell'aiuto in circa 30.000 persone. Paul R. Bartrop stima che Żegota ha contribuito a salvare circa 4.000 ebrei, fornendo assistenza a circa 25.000 persone in totale.

## Difficoltà operative
Durante l'occupazione tedesca nascondere o assistere i rifugiati ebrei era un reato punibile con la morte. Il rischio aumentava se si aggiungeva il pericolo di essere denunciati dai polacchi che non vedevano di buon occhio l'aiuto fornito alla comunità ebraica. Irena Sendler disse che "durante [la guerra] era più semplice nascondere un carro armato sotto il tappeto che proteggere un bambino ebreo".
Secondo Lukas, "il numero di polacchi che morirono per mano dei tedeschi per aver aiutato gli ebrei" è difficile da stabilire, con stime che vanno da diverse migliaia a cinquantamila persone. Paul Bartrop ha stimato che circa 20.000 agenti di Żegota furono uccisi dai nazisti e altre migliaia furono arrestati e imprigionati.

### Situazione finanziaria
Il governo polacco in esilio, con sede a Londra, dovette affrontare enormi difficoltà nel finanziare le sue istituzioni nella Polonia occupata dai tedeschi influendo anche sui finanziamenti verso Żegota: infatti, parte dei fondi dovevano essere inviati tramite dei lanci aerei altamente inefficienti (ne riuscì appena il 17% circa) e alcuni poterono essere consegnati solo verso la fine della guerra.
Nonostante queste difficoltà, durante la guerra il governo polacco in esilio aumentò continuamente i suoi fondi per Żegota: il sostegno mensile crebbe da 30.000 złoty a 338.000 złoty nel maggio 1944 fino a 1.000.000 di złoty alla fine della guerra. Il contributo finanziario complessivo del governo a Żegota e alle organizzazioni ebraiche fu di 37.400.000 złoty, 1.000.000 di dollari e 200.000 franchi svizzeri. Secondo Marcin Urynowicz, la percentuale di fondi stanziati per aiutare gli ebrei, anche attraverso l'attività di Żegota, fu basata sulla loro percentuale nella popolazione complessiva della Polonia prebellica.
A tale proposito Antony Polonsky scrive che "i successi di Zegota - è stata in grado di falsificare documenti per circa 50.000 persone - suggeriscono che, se fosse stata data una priorità più alta dalla Delegazione e dal governo di Londra, avrebbe potuto fare molto di più"; Polonsky cita Wladyslaw Bartoszewski notando che l'organizzazione era considerata una "figliastra" della resistenza; Emanuel Ringelblum scrive che "è stato formato un Consiglio per gli aiuti agli ebrei, composto da persone di buona volontà, ma la sua attività è stata limitata dalla mancanza di fondi e dalla mancanza di aiuto da parte del governo". Una descrizione simile è stata fornita dallo storico Martin Winstone, che scrive che Żegota combatté una dura battaglia per il finanziamento e ricevette più sostegno dalle organizzazioni ebraiche che dal governo polacco in esilio e in più anche i partiti polacchi di destra si rifiutarono di sostenerla. Shmuel Krakowski definisce il finanziamento "modesto" e scrive che il governo polacco avrebbe potuto stanziare di più per finanziare l'organizzazione:"[il finanziamento] era davvero molto esiguo considerando non solo le esigenze del consiglio e l'immensità della tragedia ebraica, ma anche le risorse a disposizione della resistenza polacca [...] avrebbero potuto essere molto più generose nell'allocazione delle risorse necessarie per salvare vite umane". Joseph Kermish descrive il rapporto tra Żegota e la delegazione governativa per la Polonia come teso, con frequenti disaccordi sui finanziamenti e sulla portata della crisi umanitaria che Żegota stava cercando di affrontare.
È stato stimato che il costo per salvare una vita ebraica variasse tra 6.000 e 15.000 zloty polacchi.
| Fondi stanziati per Żegota                         | Fondi stanziati per Żegota           | Fondi stanziati per Żegota | Fondi stanziati per Żegota                                             |
| Data                                               | Importo                              | Genere                     | Note                                                                   |
| -------------------------------------------------- | ------------------------------------ | -------------------------- | ---------------------------------------------------------------------- |
| Maggio 1943 – Febbraio 1944                        | 6,250,000 zł                         | totale                     | [ 32 ]                                                                 |
| Gennaio 1943 – Maggio 1944                         | 11,250,000 zł                        | totale                     | Secondo Witold Bieńkowski                                              |
| Prima del maggio 1944                              | 30,000 zł                            | mensile                    |                                                                        |
| Dopo del maggio 1944                               | 338,000 zł                           | mensile                    |                                                                        |
| Novembre 1944 – Dicembre 1944                      | 14,000,00 zł                         | totale                     | Assegnato per aiutare 1.500 - 1.800 ebrei che si nascondono a Varsavia |
| Novembre 1944 – Dicembre 1944                      | $32,000                              | n/a                        | [ 32 ]                                                                 |
| Marzo 1945 – Aprile 1945                           | $65,000                              | n/a                        | [ 32 ]                                                                 |
| Da Settembre 1945                                  | 1,000,000 zł                         | mensile                    |                                                                        |
| 1939 – 1945                                        | $250,000                             | totale                     | Somma di tutti i fondi assegnati a Żegota espressa in USD              |
| Fondi assegnati a tutte le organizzazioni ebraiche |                                      |                            |                                                                        |
| 1939 – 1945                                        | 37,400,000 zł $1,000,000 200,000 CHF | totale                     | Totale comprensivo dei fondi assegnati a Żegota                        |
| Fondi assegnati a tutte le organizzazioni          |                                      |                            |                                                                        |
| 1939 – 1945                                        | $35,000,000 DM 20,000,000            | totale                     | Sulla base di dati parziali - cifra effettiva probabilmente maggiore   |

## Attivisti di spicco
In una lettera del 26 febbraio 1977 Adolf Berman menziona i seguenti attivisti come particolarmente meritori:
- Maria Grzegorzewska
- Irena Solska
- Janina Buchholtz-Bukolska[36]
- Irena Sawicka
- Ewa Rybicka[37]
- Stanisław Ossowski e Maria Ossowska
- Jan Żabiński e Antonina Żabińska
- Stefania Sempołowska
- Jan Wesołowski
- Sylwia Rzeczycka[38]
- Regina Fleszarowa

## Riconoscimenti nel dopoguerra
Nel 1963 Żegota fu commemorata da Yad Vashem con un albero nel Giardino dei Giusti, alla presenza di Władysław Bartoszewski. Nel 1995 fu inaugurato un memoriale a Varsavia, un altro memoriale fu inaugurato nel 2009 nel Parco dei sopravvissuti di Łódź. Żegota è anche commemorata con alcune targhe poste nei luoghi dei suoi uffici regionali a Varsavia e Cracovia. Nel 2009 la Banca nazionale polacca emise anche una serie di monete commemorative.